# Гассан Хімед
Гассан Рауф Хімед (нар. 18 грудня 1971, Багдад, Ірак) — іракський футболіст, захисник, футбольний тренер.

## Клубна кар'єра
Народився в Багдаді. Футбольну кар'єру розпочав 1986 року в столичній «Аш-Шурті». Потім виступав за інші іракські клуби «Аль-Нафт», «Ат-Талаба» та «Аль-Кува Аль-Джавія». У сезоні 1994/95 років провів 10 матчів у складі румунського клубу «Спортул Студенцеск». У 1995 році підписав контракт з представником другого дивізіону чемпіонату Швеції «Ассиріска». У 2005 році підписав контракт з туніським «Клуб Африкен».

## Кар'єра тренера
У 2021 році очолив шведський клуб «Ассиріска».